# Lev Rúsov
Lev Aleksándrovich Rúsov (en ruso Лев Александрович Русов; 31 de enero de 1926, Leningrado - 20 de febrero de 1987, Leningrado) fue un artista soviético, pintor, retratista, miembro de la Unión de Artistas de Leningrado, uno de los más brillantes representantes de la Escuela de Pintura de Leningrado.

## Biografía
Lev Aleksándrovich Rúsov nació el 31 de enero de 1926 en la ciudad de Leningrado. En 1939-1941 estudió en el taller de arte del distrito Wyborg de Leningrado. En diciembre de 1941, junto con su madre, fue evacuado del sitio de Leningrado en la región de Gorki. En 1943, para su educación artística, se trasladó a la ciudad de Kostroma, donde va a la escuela de arte regional. En 1945, en relación con el regreso a Leningrado se traslada a la Escuela de Arte Tavricheskaya, donde se graduó en 1947. Entre 1948-1949, estudió con Yuri Neprintsev y Gleb Pavlovski en el Instituto de Arte de Iliá Repin. Pero después del segundo año por razones de salud abandona la escuela.
A partir de 1954 Rúsov muestra sus obras en las exposiciones de los artistas de Leningrado. En 1955 Rúsov se convirtió en miembro de la Unión de Artistas de Leningrado. Recibió el reconocimiento como un maestro del género del retrato. También describió el género, imágenes históricas, paisajes, naturalezas muertas. Trabajó en pintura al óleo, acuarelas, grabados, y haciendo escultura en madera.
Con la mayor fuerza pictórica, el talento de Lev Rúsov revela en una serie de retratos de sus contemporáneos, establecida a mediados de los años 1950 - el primer semestre de 1960. Las obras de este periodo se encuentran en el momento del pico más alto de su arte como pintor y que constituyen la parte más valiosa de su patrimonio artístico diverso. Se distinguen por una extraordinaria imágenes expresivas, la audacia en decisiones de composición, el gusto artístico inconfundible. La paleta de colores está dominada por los tonos perla y morado. Manera creativa de la artista ofreció un potente lenguaje pictórico, un estilo claro de la pintura, la composición de agudos, el interés en los ángulos inusuales. Lev Rúsov poseer una rara habilidad para captar el estado fugaz de la naturaleza puso rápidamente en una idea lienzo pintoresco - de inmediato y convincente en extremo. Él creó las imágenes combinan la expresividad de las características individuales de un vivo reflejo de las características típicas de los contemporáneos.
Lev Aleksándrovich Rúsov murió en Leningrado el 20 de febrero de 1987 a los 62 años, por enfermedad del corazón. Sus pinturas residen en Museos y colecciones privadas de Rusia, Noruega, Gran Bretaña, Suecia, EE. UU., Francia, y otros. Su viuda Catalina Balebina sobrevivió a su marido durante 15 años y murió 20 de junio de 2002 en San Petersburgo a los sesenta y nueve años.

## Videos
- Artista Lev Aleksándrovich Rúsov (1926-1987)
- Portrait painting of 1920-1990s. The Leningrad School. Part 1
- Portrait in painting of 1920-1990s. The Leningrad School. Part 2
- Portrait in painting of 1920-1990s. The Leningrad School. Part 3
- City of Leningrad and his citizens in Painting of 1930-1990s. Part 2